# Li Ning
Li Ning (egyszerűsített kínai: 李宁; tradicionális kínai: 李寧; Pinjin: Lǐ Níng; (1963. szeptember 8. Liucsou, Kuanghszi-Csuang Autonóm Terület) kínai tornász olimpikon és vállalkozó. Zhuang etnikai családba született.

## Sportolóként
8 éves korában kezdett rendszeresen sportolni, 1980-ban a nemzeti csapatba is bekerült. 1982-ben hét éremből hatot megszerzett a Hatodik Gimnasztika Világkupán, így kapta a "gimnasztika hercege" címet (体操王子/體操王子). Az 1984. évi nyári olimpiai játékokon 6 érmet söpört be. Ez volt az első olimpia amin a Kínai Népköztársaság részt vett.
Összesen 14 gimnasztikai címet nyert. Az 1988. évi nyári olimpiai játékokon sérülést szenvedett, ebben az évben felhagyott a sportolással. 1990-ben megalapította a Li-Ning Company Limited vállalatot, mely cipőket és sport ruházatot árusít.